# Chase Oliver
Chase Russell Oliver (Nashville, Tennessee, Estados Unidos; 16 de agosto de 1985) es un activista político estadounidense y candidato del Partido Libertario para las elecciones presidenciales de los Estados Unidos de 2024.  Oliver fue el candidato libertario para las elecciones al Senado de los Estados Unidos de 2022 en Georgia y las elecciones especiales del quinto distrito del Congreso de Georgia de 2020. La Gazette lo había descrito como un «“libertario proarmas, prorreforma policial, proelección” que está “armado y es gay”».
En las elecciones al Senado de Georgia de 2022, Oliver recibió más del 2 % del voto popular y los partidarios de ambos partidos principales lo acusaron de actuar como un candidato saboteador que obligó a Raphael Warnock a una segunda vuelta contra Herschel Walker.

## Biografía
Oliver nació el 16 de agosto de 1985 en Nashville, Tennessee. Trabajó en el negocio de los restaurantes durante 13 años antes de involucrarse en el activismo político.

## Activismo
El 15 de mayo de 2023, Oliver habló en la reunión del Concejo Municipal de Atlanta para oponerse a Cop City. Durante su discurso, Oliver destacó la creciente desconfianza de los ciudadanos hacia los gobiernos y sus fuerzas policiales. Oliver se pronunció contra la excesiva militarización de la policía y la inmunidad cualificada. También abogó por que el Ayuntamiento de Atlanta mejorara las instalaciones de entrenamiento existentes en lugar de talar bosques que anteriormente habían sido designados por el Ayuntamiento como espacios públicos abiertos.
El 5 de septiembre de 2023, Oliver habló en la reunión del Concejo Municipal deColumbia, Carolina del Sur, en oposición a los obstáculos regulatorios que impiden a las personas alimentar a las personas sin hogar. Abogó por que el Ayuntamiento de Columbia y otros ayuntamientos de todo el país abordaran las barreras regulatorias para alimentar y apoyar a los estadounidenses sin hogar.